# Marie Gasparine van Saksen-Altenburg

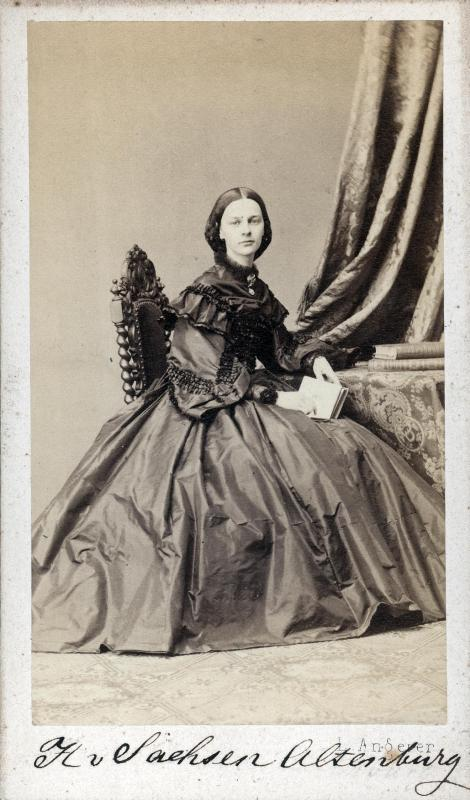
Marie Gasparine van Saksen-Altenburg

Marie Gasparine Amalia Antoinette Caroline Elisabeth Louise van Saksen-Altenburg (München, 18 juni 1845 - Sondershausen, 5 juli 1930) was een prinses van Saksen-Altenburg uit het Huis Wettin.
Zij was het tweede en jongste kind van Eduard van Saksen-Altenburg uit diens tweede huwelijk met Louise van Reuss oudere linie. Zij was even in beeld als toekomstige echtgenote van de Britse troonopvolger en prins van Wales Albert Eduard, maar werd om haar kennelijk bedenkelijke wijze van kleding en het voortdurende gezelschap van haar, in Britse hofkringen minder populaire, moeder afgewezen als huwelijkskandidate. Ze trouwde op 12 juni 1869 met Karel Günther van Schwarzburg-Sondershausen, die in 1880 vorst werd van Schwarzburg-Sondershausen. Kinderen kwamen uit dit huwelijk niet voort.